# The Toxic Avenger (film 2023)
The Toxic Avenger è una commedia nera splatter sui supereroi del 2025. Il film è scritto e diretto da Macon Blair. È il quinto capitolo della serie di film The Toxic Avenger. Il film ha come protagonista Peter Dinklage, al fianco di Jacob Tremblay, Taylour Paige, Kevin Bacon, Sarah Niles, Julia Davis, Julian Kostov ed Elijah Wood.
The Toxic Avenger è stato presentato in anteprima al Fantastic Fest il 21 settembre 2023, con un'uscita nelle sale più ampia pianificata da Cineverse negli Stati Uniti per il 29 agosto 2025.

## Premessa
Ambientato in un mondo di fantasia, il film segue le vicende del custode e tuttofare Winston Gooze che, dopo uno strano incidente, si trasforma in un vigilante mutante noto come Toxie. Armato del suo mocio, l'improbabile eroe combatte contro mostri, gangster e CEO corrotti mentre cerca di salvare il suo rapporto con il figlio.

## Interpreti
- Peter Dinklage nel ruolo di Winston Gooze / Toxic Avenger
- Luisa Guerreiro come Toxie
- Jacob Tremblay nel ruolo di Wade
- Taylor Paige nel ruolo di JJ Doherty
- Kevin Bacon nel ruolo di Bob Garbinger[4]
- Sarah Niles nel ruolo del sindaco Togar[5]
- Julia Davis nel ruolo di Kissy Sturnevan
- Julian Kostov come Budd Berserk[5]
- Elijah Wood nel ruolo di Fritz Garbinger[4]
- David Yow nel ruolo di Guthrie Stockins[6]
- Macon Blair nel ruolo di Dennis[7]
- Jonny Coyne nel ruolo di Thad Barkabus[4]
- Jane Levy nel ruolo della rappresentante assicurativa (voce)
- Rebecca O'Mara nel ruolo di Shelly Gooze

## Produzione
Nell'aprile 2010 è stato annunciato il remake di The Toxic Avenger del 1984. Il remake, che si ispira alla serie televisiva animata Toxic Crusaders, verrà distribuito con bollino PG-13 ovvero "adatto alle famiglie". Nel maggio 2013, Arnold Schwarzenegger era in trattative per un ruolo nel film ma alla fine abbandonò il progetto per dedicarsi a Terminator Genisys (2015).
Nel settembre 2016, alcune voci indicavano che Conrad Vernon avrebbe diretto il film, con Guillermo del Toro di Double Dare You, Bob Cooper e Alex Schwartz di Storyscape Entertainment, e Akiva Goldsman e Greg Lessans di Weed Road Pictures come produttori esecutivi, mentre Mike Arnold e Chris Poole erano stati scelti per riscrivere la sceneggiatura di Pink e Daniel C. Mitchell. Nel dicembre 2018, la Legendary Pictures ha acquisito i diritti per riavviare il franchise di The Toxic Avenger, con il ritorno dei produttori originali, Lloyd Kaufman e Michael Herz della Troma Entertainment . Nel marzo 2019, Macon Blair è stato annunciato come sceneggiatore e regista. Parlando della sceneggiatura, Kaufman ha detto: "Macon Blair conosce la Troma meglio di me. Ha visto tutto. Ha visto il cartone animato [ Toxic Crusaders ], ha visto lo speciale di Halloween, ha visto tutto. E adora i nostri film... Ho letto la sceneggiatura ed è migliore dell'originale, quindi lascio a lui la decisione. Se mi venisse chiesto, sarei felice di intervenire. Ho imparato dal musical a lasciare la creatività alla creatività. Ho imparato a lasciarli chiedere, quindi se mi vogliono, io ci sono... Spero che Legendary continui così. Se lasciassero Macon Blair a dirigerlo, penso che sarebbe fantastico. Conosce il senso dell'umorismo di Troma, la combinazione di farsa e satira con il tema ambientale.
Nel novembre 2020, Peter Dinklage è stato scelto per ricoprire il ruolo principale. Gli altri membri del cast si sono aggiunti da aprile a giugno 2021. Le riprese sono iniziate il 21 giugno 2021 in Bulgaria e si sono concluse il 14 agosto 2021. Nel dicembre 2021, Dinklage ha affermato che il film "non è un remake". Nel gennaio 2022, Blair ha confermato che il film utilizzerà effetti gore pratici e che l'ambientazione del periodo sarà un po' nel passato e un po' nel presente.

## Distribuzione
The Toxic Avenger è stato presentato in anteprima al Fantastic Fest il 21 settembre 2023. Il film è stato proiettato anche al Beyond Fest il 30 settembre 2023, prima di debuttare a livello internazionale al 56° Sitges Film Festival, nella sezione Fuori Concorso, il 13 ottobre 2023.
Nel luglio del 2024, a quasi un anno dalle proiezioni, è stato riferito che il motivo per cui il film non è stato distribuito a un pubblico più vasto era dovuto alle continue difficoltà nel trovare un distributore. Molti distributori lo hanno infatti definito "non distribuibile" a causa del suo contenuto violento. Il regista e produttore Adam Masnyk ha dichiarato su X che nessun distributore si è fatto avanti, citando preoccupazioni sul fatto che "non è abbastanza sicuro da commercializzare" e suggerendo che potrebbe potenzialmente essere dimenticato. Tuttavia, nel gennaio 2025, è stato annunciato che Cineverse aveva acquisito i diritti di distribuzione del film, con l'intenzione di distribuirlo nelle sale nel corso del 2025; nello stesso mese, la società ne ha programmato l'uscita, al momento solo negli Stati Uniti, il 29 agosto 2025.in italia uscirà il 30 ottobre 2025.

## Critica
Sull'aggregatore di recensioni Rotten Tomatoes, il film ha un punteggio positivo del 92% basato su 25 recensioni con un punteggio medio di 7/10. Il sito riporta: "Come l'originale, The Toxic Avenger non è un film per tutti ma il pubblico alla ricerca di contenuti estremamente gore non rimarrà deluso." Il sito Metacritic invece assegna al film il punteggio di 66/100 basato su 4 recensioni definendolo "generalmente piacevole".